# Erkan Kaş
Erkan Kaş (* 10. September 1991 in Tokat) ist ein türkischer Fußballspieler. Er spielt auf der Position des Linksverteidigers.

## Karriere

### Vereinskarriere
Kaş begann mit dem Vereinsfußball in der Jugend von Esenlerspor und wechselte 2008 in die Jugend von Beşiktaş Istanbul. Hier spielte er zwei Spielzeiten lang ausschließlich für die Jugend- bzw. später für die Reservemannschaft. 2010 erhielt er auf Wunsch vom damaligen Trainer Bernd Schuster einen Profivertrag und nahm an dem Vorbereitungscamp für die anstehende Saison teil.
Nach dieser Vorbereitungsphase wurde beschlossen, Kaş auszuleihen. Die Spielzeit 2010/11 verbrachte er als Leihgabe bei Çaykur Rizespor. Am 22. September 2010 debütierte er bei einem Pokalspiel gegen Kayseri Erciyesspor. In der nachfolgenden Saison spielte er auch fast ausschließlich für die Reserve und machte wieder nur ein Spiel für die Profis. Zum Saisonende wurde die Leihzeit um eine weitere Saison verlängert.
Zur Spielzeit 2012/13 kehrte er zu Beşiktaş zurück und nahm hier am Saisonvorbereitungscamp teil. Nach dem Camp wurde er vom Trainer Samet Aybaba in den endgültigen Kader für die anstehende Saison aufgenommen.
Für die Spielzeit 2013/14 wurde Kaş an Kardemir Karabükspor ausgeliehen. Nach dem Saisonende zog der Verein die Kaufoption und verpflichtete ihn für drei Jahre.
Nachdem Karabükspor zum Sommer 2015 den Klassenerhalt in der Süper Lig verfehlt hatte, verließ Kaş nach zwei Jahren diesen Klub und heuerte stattdessen beim Erstligisten Sivasspor an. Kurz vor Beginn der Saison 2018/19 wechselte Kaş zu Yeni Malatyaspor. Dort verbrachte er drei Jahre, bis er sich schließlich 2021 Şanlıurfaspor anschloss, die zu diesem Zeitpunkt in der dritten türkischen Liga spielten. 2022 wechselte er schließlich zum Ligarivalen Çorum FK, mit dem er die 2. Lig Beyaz in der Saison 2022/23 gewinnen konnte.

### Nationalmannschaft
Kaş spielte elfmal für die türkische U-19-Nationalmannschaft.
Im Rahmen des Turniers von Toulon 2012 wurde Kaş im Mai 2012 für die zweite Auswahl der türkischen Nationalmannschaft berufen. Die türkische A2 nominierte hierfür Spieler, die jünger als 23 Jahre waren, um die Altersbedingungen für das Turnier zu erfüllen. Die Mannschaft schaffte es bis ins Finale und unterlag dort der Auswahl Mexikos.

## Erfolge
Zweite Auswahl der Türkischen Nationalmannschaft
- Vizemeister im Turnier von Toulon: 2012